# Lumbriclymene minor
Lumbriclymene minor är en ringmaskart som beskrevs av Arwidsson 1906. Lumbriclymene minor ingår i släktet Lumbriclymene och familjen Maldanidae. Arten är reproducerande i Sverige. Inga underarter finns listade i Catalogue of Life.